# Sân bay quốc tế Debrecen
Sân bay quốc tế Debrecen (IATA: DEB, ICAO: LHDC) là một sân bay quốc tế của Hungary, nằm gần Debrecen.
Sân bay này được xây vào đầu thế kỷ 20, chuyến bay chở thư đầu tiên cất cánh vào năm 1930. Từ năm 1930, đã có chuyến bay nội địa giữa Debrecen và Budapest và các thành phố lớn khác ở Hungary.
Giai đoạn 1946-1968, sân bay Debrecen có vai trò là sân bay khẩn cấp cho sân bay Budapest. Sau thế chiến II, không quân Liên Xô đã kiểm soát sân bay này cho đến năm 1990.
Tháng 5 năm 1991, Liên Xô trao trả sân bay cho Hungary.

## Các hãng hàng không và tuyến bay
- Bulgarian Air Charter
- Karthago Airlines
- Koral Blue Airlines
- Nouvelair
- Travel Service